# Пеђа Меденица
Предраг „Пеђа” Меденица (Приштина, 27. јун 1980) српски је певач, композитор и текстописац.

## Биографија
Одрастао је и живео у Приштини све до 1999. године када је због рата на Косову и Метохији био принуђен да са својом породицом напусти свој родни град. По напуштању свог родног дома, он се са својом породицом преселио у Ниш, а убрзо након тога и у Бачку Паланку у којој живи и данас.
Познат је по песмама Имам љубав која се сматра најпопуларнијом у његовој каријери. Познат је публици и по бројним другим песмама као што су Дођеш ми у сан, Нека боли и Чисто да знаш.
Бројне песме чији текст као и музику потписује Пеђа Меденица, нашле су се на албумима Индире Радић, Илде Шаулић, Аце Пејовића, Ђанија, Саше Матића и бројних других певача и певачица.

## Дискографија
Студијски албуми
- Бивши човек (2016)[1]

Дуети и сарадње
- Само туга остала (2014) са Индира Радић
- Ове душе две (2017) са Слађа Алегро
- Не верујем ја (2017) са Амадеус бенд
- Месец дана (2018) са Министарке
- Кад ти душа мисли (2020) са Јелена Шанти
- Птице (2021) са Сузана Јовановић

### Видеографија
| Спот              | Година | Режисер         |
| ----------------- | ------ | --------------- |
| Нека боли         | 2013.  | Горан Шливић    |
| Чисто да знаш     | 2015.  | Горан Шливић    |
| После тебе        | 2016.  | Горан Шливић    |
| Где си            | 2016.  | Горан Шливић    |
| Само              | 2016.  | Горан Шливић    |
| Не лупај мала     | 2016.  | Горан Шливић    |
| Бивши човек       | 2016.  | Горан Шливић    |
| Не тражи ме       | 2017.  | Горан Шливић    |
| Не верујем ја     | 2017.  | Горан Шливић    |
| Месец дана        | 2018.  | Давид Љубеновић |
| Нек те чува Бог   | 2019.  | Душан Шливић    |
| Да ме неко пита   | 2019.  | Душан Шливић    |
| Праштај стари мој | 2020.  | Харис Дубица    |